# يان فاغنر
يان فاغنر (بالألمانية: Jan Wagner)‏ (و. 1971  م) هو مؤلف، ومترجم، وناقد أدبي، وكاتب ألماني، ولد في هامبورغ.

## جوائز
حصل على جوائز منها:
- جائزة المنافسة العامة  [لغات أخرى]‏ (1946)
- قائد الفنون والآداب

## روابط خارجية
- جان فاغنر على موقع مونزينجر (الألمانية)